# South Orange Open 1978
Il South Orange Open 1978 è stato un torneo di tennis giocato sulla terra verde. È stata la 9ª edizione del torneo, che fa parte del Colgate-Palmolive Grand Prix 1978. Si è giocato a South Orange negli USA dal 30 luglio al 5 agosto 1978.

## Campioni

### Singolare maschile
Guillermo Vilas ha battuto in finale  José Luis Clerc con il punteggio di 6–1, 6–3

### Doppio maschile
Peter Fleming /  John McEnroe hanno battuto in finale  Ion Țiriac /  Guillermo Vilas con il punteggio di 6–3, 6–3